# Henk Steevens
Henk Steevens (* 4. Oktober 1931 in Geleen; † 29. Mai 2020 in Elsloo) war ein niederländischer Radrennfahrer und Sportlicher Leiter.

## Sportliche Laufbahn
Steevens war im Straßenradsport aktiv. Als Amateur gewann er 1950 die niederländische Clubmeisterschaft mit seiner Vereinsmannschaft. Nach seinen Siegen in der Limburger Amateurmeisterschaft und bei internationalen Eintagesrennen in Aachen und Hannover erhielt er von Kees Pellenaars ein Angebot, Profi zu werden. Von 1953 bis 1955 war er Unabhängiger und Berufsfahrer. Die Tour de France bestritt er 1953. Er beendete die Rundfahrt nicht. Bei den Straßenradsport-Weltmeisterschaften 1954 wurde er im Profirennen 20.  Später war er als Sportlicher Leiter im Radsportteam TVM tätig.

## Familiäres
Seine Brüder Harry Steevens und Leo Steevens waren ebenfalls Radrennfahrer.